# حرب النجوم

شعار حرب النجوم الذي يظهر في جميع الأفلام

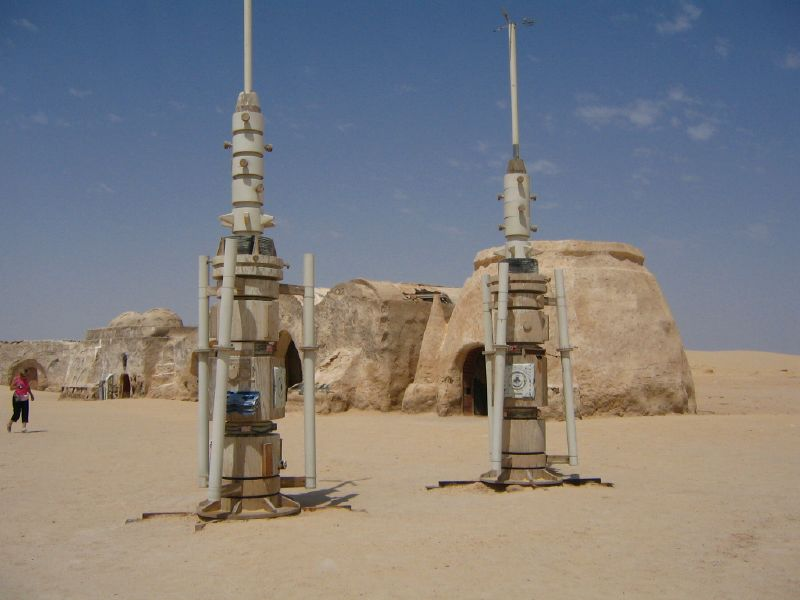
أحد مواقع تصوير شريط حرب النجوم السينمائي في منطقة عنق الجمل نفطة ولاية توزر (تونس)

حرب النجوم (بالإنجليزية: Star Wars)‏ هي سلسلة أفلام أوبرا فضاء ملحمية من ابتكار جورج لوكاس. السلسلة الرئيسية مكونة من ثلاث ثلاثيات (تسعة أفلام)، بالإضافة إلى أفلام ملحقة. حرب النجوم تعدت كونها سلسلة أفلام، بل أُنتِجت كتباً ومسلسلات تلفزيونية وألعاب كمبيوتر وفيديو وكتب مصورة.
قصة السلسلة بدأت مع فيلم حرب النجوم بعد تسميته حرب النجوم الجزء الرابع: أمل جديد الذي صدر يوم 25 مايو 1977، بواسطة تونتيث سينتشوري فوكس. الفيلم أصبح ظاهرة ثقافية عالمية، تضم الملحمة تسعة أفلام وكون موسع يضم مسلسلات تلفزيونيه ومجموعة واسعة من الكتب والمجلات الهزليه لها، وألعاب الفيديو، كل مجموعة ضمن اطار خيالي يحدث في «زمن سحيق جدا وفي مجرة بعيدة، بعيدة جدا».
صدر بعد الفيلم الأول فيلمين ناجحين،حرب النجوم الجزء الخامس: الإمبراطورية تعيد الضربات وحرب النجوم الجزء السادس: عودة الجيداي؛ هذه الأفلام الثلاثة تشكل ثلاثية حرب النجوم الأصلية. تم إصدار ثلاثية سابقة للثلاثية الأولي بين عامي 1999 و 2005، لاقت الثلاثية السابقة ردود فعل مختلطة من النقاد والمشجعين. بدأت ثلاثية تكمل الثلاثية الاصلية تختتم القصة الرئيسية في عام 2015 مع حرب النجوم: القوة تنهض. تم ترشيح الأفلام الثمانية الأولى لجوائز الأوسكار (مع فوزها في أول فيلمين تم إصدارهما) ونجحت كل الأفلام تجاريا، حيث بلغ مجموع إيرادات شباك التذاكر أكثر من 8.5 مليار دولار.
وقد أنتجت سلسلة الأفلام في وسائل الإعلام الأخرى، بما في ذلك الكتب، والبرامج التلفزيونية، وألعاب الكمبيوتر وألعاب الفيديو، ومناطق الجذب في الملاهي، والكتب المصورة، مما أدى إلى تطور كبير في الكون الخيالي للسلسلة. تحتفظ العلامة التجارية حرب النجوم بالرقم القياسي غينيس بعنوان «الأكثر نجاحاً في تسويق الأفلام». في عام 2015، قدرت القيمة الإجمالية لحقبة حرب النجوم بمبلغ 42 مليار دولار أمريكي ، وهي حالياً ثالث أغلى العلامات التجارية الإعلامية في العالم.

## نظرة عامة
تحكي الأجزاء الثلاثة الأولى عن انهيار الجمهورية القديمة وصعود الإمبراطورية المَجَرّية (أي التي تحكم المجرّات الفضائية)، كما تحكي قصة صعود نجم «أناكين سكاي ووكر» كفارس شاب وموهوب، ثم انهياره لينضم إلى الجانب المظلم من القوة.
يقوم فارس الجيداي الأسود «دارث سيديوس» بتحريض اتحاد التجارة الفيدرالي على غزو كوكب «نابو»، وباستخدام شخصيته الأخرى كالسيناتور «بالباتين» فارس الجيداي في الجمهورية، يقوم باستغلال الأزمة الناشبة عن هذا الغزو ويصل إلى منصب المستشار الأعلى للجمهورية. باستخدام السلطات الجديدة التي حصل عليها، يقوم «سيديوس» بصورة سريّة بدعم حركة انفصالية باستخدام جيش من المستنسخين، ويقوم بجذب «أناكين» إلى الجانب المظلم من القوة، ليتحوّل إلى «دارث فيدر»، ويساعده على اغتيال فرسان الجيداي وإسقاط الجمهورية وإعلان الإمبراطورية.
في الأجزاء 4 و5 و6، والتي تدور أحداثها بعد حوالي 19 عاما من الثلاثية الأولى، تدور الحرب بين الإمبراطورية وفريق من المتمردين عليها. يكبر «لوك سكاي ووكر» الذي هو ابن «أناكين سكاي ووكر» (الذي أصبح الآن «دارث فيدر» حاكم الإمبراطورية) وينضم إلى المتمرّدين ضد الإمبراطوريّة بعد مصرع عمه وعمته على يد جنودها. يتدرب «لوك» ليصبح فارس جيداي مثل والده، الذي يعتقد أنه قُتِل على يد «دارث فيدر». عندما يعلم «لوك» بالحقيقة –أن «دارث فيدر» هو والده– يصاب بصدمة عنيفة. يقاوم «لوك» بشراسة جهود «دارث فيدر» وجنود الإمبراطورية لضمّه إلى الجانب المظلم، وبدلا من ذلك فإنه يعيد «دارث» إلى الجانب المضيء من القوة. يقتل «فيدر» الإمبراطور وتنتهي الحرب بإعلان الجمهورية الجديدة.

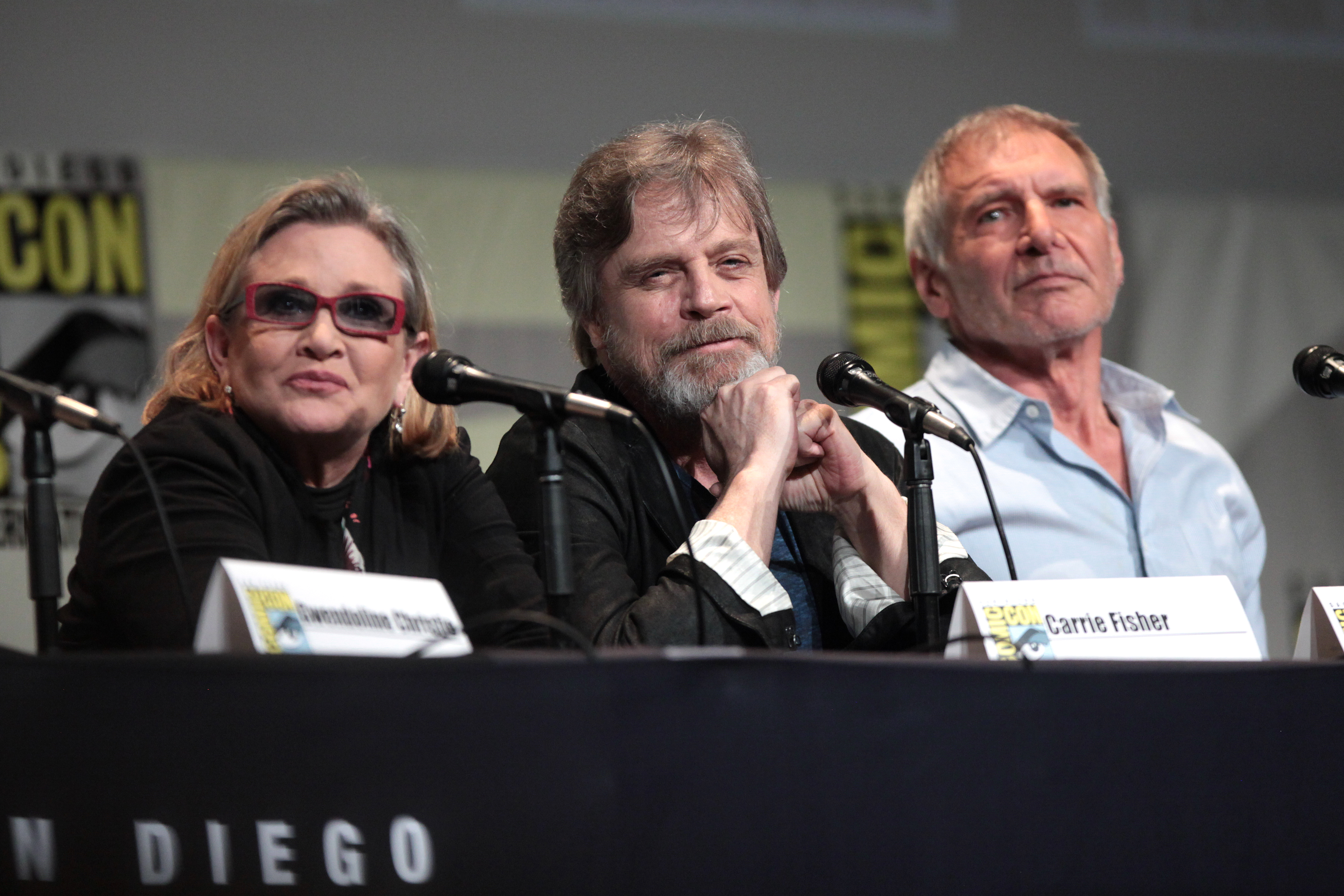
طاقم السلسلة الأصلية.

### الافتتاحية
دائما ما تبدأ أفلام حرب النجوم بافتتاحية نصّية لتزويد المشاهدين بخلفية عن الأحداث قبل أن يبدأ الفيلم. يضاهي «جورج لوكاس» بهذه الطريقة ما كان يحدث في أفلام «فلاش جوردون» القديمة حيث يزحف النص إلى أعلى الشاشة بزاوية حادة، كما لو كان النص يرحل ليختفي بين النجوم.

## الأفلام

### السلسلة الأصلية
صدر حرب النجوم (فيلم) في 25 مايو 1977. تبعه حرب النجوم الجزء الخامس: الإمبراطورية تعيد الضربات في 21 مايو 1980، وفيلم حرب النجوم الجزء السادس: عودة الجيداي في 25 مايو 1983. تم تمويلها من قبل لوكاس فيلم بتمويل ذاتي، وحينئذ لم تكن الحلقات مرقمة. حبة الثلاثية الأصلية تتركز علي الحرب الأهلية في المجرة بين تحالف المتمردين وقوات الامبراطورية في محاولة لتحرير المجرة من براثن الإمبراطورية، وأيضا طريق لوقا سكاي ووكر لكي يصبح واحدَا من الجيداي.

### السلسلة السابقة
تتألف الثلاثية السابقة من حرب النجوم الجزء الأول: تهديد الشبح وصدر في 19 مايو 1999. الحلقة الثانية حرب النجوم الجزء الثاني: هجوم المستنسخين، صدرت في 16 مايو 2002؛ وصدر الحلقة الثالثة 19 مايو 2005. وتركز حبكة الفيلم على سقوط جمهورية المجرة، فضلا عن مأساة تحول آناكين سكاي ووكر إلى الجانب المظلم.

### الثلاثية المكملة
بدأت الثلاثية المكملة بصدور حرب النجوم: القوة تنهض، وصدر في 18 ديسمبر 2015. أعقبها حرب النجوم: الجيداي الأخير وصدر في 15 ديسمبر 2017. ومن المقرر صدور الحلقة التاسعة في 20 ديسمبر 2019. السلسلة تركز على رحلة اليتيمة راي على خطى الجيداي بتوجيه من آخر جداي وهو لوك سكاي وواكر. جنبا إلى جنب مع الجندي السابق فين، راي تساعد المقاومة بقيادة الجنرال ليا ضد قوات المرتبة الأولي بقيادة المرشد الأعلى سنوك وتلميذه كايلو رن.

### الأفلام القصصية المقتطفة
| الفيلم                      | تاريخ الإصدار    | المخرج      | الموزع     |
| --------------------------- | ---------------- | ----------- | ---------- |
| 02روج ون: قصة من حرب النجوم | 0116 ديسمبر 2016 | جارث ادوارد | والت ديزني |
| 01 سولو: قصة من حرب النجوم  | 0225 مايو 2018   | رون هاورد   | والت ديزني |

## كون حرب النجوم
أحداث حرب النجوم تحدث في مجرة أخرى (انظر مجرة حرب النجوم).
انظر أيضا:
- دارث فيدر
- كرونولوجيا حرب النجوم
- القوة (حرب النجوم)
- شخصيات حرب النجوم
- كواكب حرب النجوم
- تكنولوجيا حرب النجوم
- منظمات حرب النجوم
- فرق حرب النجوم
- تطور الكون موسع لحرب النجوم
- الأنواع في حرب النجوم

## افلام حرب النجوم
| عنوان الفلم                                              | تاريخ الإنتاج                                            | اخراج                                                    | سيناريو                                                  | إنتاج                                                    | توزيع                                                    | مدة العرض                                                |
| الثلاثية الأصلية (من الحلقة الرابعة وحتى الحلقة السادسة) | الثلاثية الأصلية (من الحلقة الرابعة وحتى الحلقة السادسة) | الثلاثية الأصلية (من الحلقة الرابعة وحتى الحلقة السادسة) | الثلاثية الأصلية (من الحلقة الرابعة وحتى الحلقة السادسة) | الثلاثية الأصلية (من الحلقة الرابعة وحتى الحلقة السادسة) | الثلاثية الأصلية (من الحلقة الرابعة وحتى الحلقة السادسة) | الثلاثية الأصلية (من الحلقة الرابعة وحتى الحلقة السادسة) |
| -------------------------------------------------------- | -------------------------------------------------------- | -------------------------------------------------------- | -------------------------------------------------------- | -------------------------------------------------------- | -------------------------------------------------------- | -------------------------------------------------------- |
| الحلقة الرابعة: أمل جديد                                 | 25 مايو 1977                                             | جورج لوكاس                                               | جورج لوكاس                                               | غاري كورتس                                               | فوكس القرن العشرون                                       | 121 دقيقة                                                |
| الحلقة الخامسة: الامبراطورية تعيد الضربات                | 21 مايو 1980                                             | ارفن كيرشنر                                              | جورج لوكاس، لياه براكت ولورنس كاسدن                      | غاري كورتس                                               | فوكس القرن العشرون                                       | 124 دقيقة                                                |
| الحلقة السادسة: عودة الجيداي                             | 25 مايو 1983                                             | ريتشارد ماركند                                           | جورج لوكاس ولورنس كاسدن                                  | هاورد كازنجيان                                           | فوكس القرن العشرون                                       | 132 دقيقة                                                |
| الثلاثية البادئة (من الحلقة الأولى وحتى الحلقة الثالثة)  |                                                          |                                                          |                                                          |                                                          |                                                          |                                                          |
| الحلقة الأولى: تهديد الشبح                               | 19 مايو 1999                                             | جورج لوكاس                                               | جورج لوكاس                                               | ريك ماكولوم                                              | فوكس القرن العشرون                                       | 133 دقيقة                                                |
| الحلقة الثانية: هجوم المستنسخين                          | 16 مايو 2002                                             | جورج لوكاس                                               | جورج لوكاس وجنانثن هايلس                                 | ريك ماكولوم                                              | فوكس القرن العشرون                                       | 142 دقيقة                                                |
| الحلقة الثالثة: انتقام السيث                             | 19 مايو 2005                                             | جورج لوكاس                                               | جورج لوكاس                                               | ريك ماكولوم                                              | فوكس القرن العشرون                                       | 140 دقيقة                                                |
| الثلاثية اللاحقة (من الحلقة السابعة وحتى الحلقة التاسعة) |                                                          |                                                          |                                                          |                                                          |                                                          |                                                          |
| الحلقة السابعة: القوة تنهض                               | 18 ديسمبر 2015                                           | ج. ج. أبرامس                                             | لورنس كاسدان، ج. ج. أبرامز ومايكل أرندت                  | كاثلين كينيدي، ج. ج. أبرامس وبريان بورك                  | استديوهات والت ديزني للأفلام                             | 135 دقيقة                                                |
| الحلقة الثامنة: الجيداي الاخير                           | 15 ديسمبر 2017                                           | ريان حونسون                                              | ريان حونسون                                              |                                                          | استديوهات والت ديزني للأفلام                             |                                                          |
| الحلقة التاسعة: ذا رايز أوف سكايووكر                     | 20 ديسمبر 2019                                           | ج. ج. أبرامس                                             | ج. ج. أبرامس وكريس تيريو                                 |                                                          | استديوهات والت ديزني للأفلام                             |                                                          |

ملاحظة: الأفلام مرتبة حسب التاريخ.
- أمل جديد "1977"
- الامبراطورية تعيد الضربات "1980"
- عودة الجيداي "1983"
- تهديد الشبح "1999"
- هجوم المستنسخين "2002"
- انتقام السيث "2005"
- القوة تنهض "2015"
- روج ون: قصة من حرب النجوم"2016"
- الجيداي الاخير "2017"
- منفردا: قصة من حرب النجوم "2018"
- نهوض سكاي وووكر "2019"

## وصلات خارجية
- حرب النجوم على موقع الموسوعة البريطانية (الإنجليزية)
- حرب النجوم على موقع روتن توميتوز (الإنجليزية)
- الموقع الرسمي
- الموقع الرسمي